# 西墻由香
西墻 由香（にしがき ゆか、11月21日 - ）は、日本の声優、舞台女優、ナレーター。鳥取県出身。賢プロダクション所属。夫は同じく声優の代永翼。
代表作に『機動戦士ガンダム00』（刹那・F・セイエイ〈少年時代〉）、『イナズマイレブン』（風丸一郎太）、『スティッチ!』（コージ）、『パチスロピンポン』（ペコ〈星野裕〉）などがある。

## 略歴
2002年、アミューズメントメディア総合学院声優学科卒業。スクールデュオ第4期生。
2004年、『サムライチャンプルー』で声優デビュー。
2015年5月4日、同業者の代永翼と結婚したことを自身のブログで発表した。
2018年7月18日、自身のブログにて第1子誕生を報告した。
2024年10月9日、自身のXで第2子誕生を報告した。

## 人物
趣味は編み物、手芸、料理、ネイル、ピアノ、観劇、映画鑑賞、音楽鑑賞、読書、旅行、写真、ゲーム。
同業者である岡林史泰、代永翼と共に「玄希弾」というユニットを組んでいる。

## 出演
太字はメインキャラクター。

### テレビアニメ
2004年
- サムライチャンプルー（客）

2005年
- ピーチガール（取り巻きB、女子生徒、会員）

2006年
- 格闘美神 武龍 REBIRTH（リチン 他）
- 砂沙美☆魔法少女クラブ（猿田寿彦〈もんた〉）
- 天保異聞 妖奇士（女、男の子、小僧、女、娘、子供）
- NANA（女子高生）

2007年
- 風のスティグマ（久我透）
- 機動戦士ガンダム00（2007年 - 2009年、刹那・F・セイエイ〈少年時代〉、議員、フランス議員） - 2シリーズ
- ケロロ軍曹（上級生）
- 神霊狩/GHOST HOUND（女子生徒）
- ポケモン不思議のダンジョン 時の探検隊・闇の探検隊（コリンク〈兄〉）
- 魔人探偵脳噛ネウロ（取り巻きA）
- ロミオ×ジュリエット（街の女、修道女）

2008年
- アリソンとリリア（一年生、マシュー）
- イナズマイレブン（2008年 - 2011年、風丸一郎太、マルコ・マセラッティ）
- うちの3姉妹（2008年 - 2010年、しょう子、あーちゃん、女の子、たーくん）
- かんなぎ（こぶ）
- CLANNAD 〜AFTER STORY〜（兄）
- スティッチ!（2008年 - 2010年、コージ） - 2シリーズ
- デルトラクエスト（ピート）
- To LOVEる -とらぶる-（大美人姉）
- 隠の王（生徒）
- 二十面相の娘（女性C、少年A）
- ポルフィの長い旅（少年A）
- マクロスF（女子生徒B）
- モノクローム・ファクター（ロミオ役）

2009年
- 犬夜叉 完結編（灰）
- かなめも（おばちゃん、ツンデレ女王様14歳、ボーイッシュな12歳）
- シャングリ・ラ（武彦〈少年時代〉）
- とある科学の超電磁砲（2009年 - 2010年、少年、男の子）
- 夏のあらし! 〜春夏冬中〜（山本）
- 鋼の錬金術師 FULLMETAL ALCHEMIST（少年）
- ポケットモンスター ダイヤモンド&パール（ミチル）

2010年
- しゅごキャラ!!!どっきどき（男子1）
- 聖痕のクェイサー（男の子、不良少女A、うさぎちゃん）
- ポケモンレンジャー 光の軌跡（ナッパーズ）
- メタルファイト ベイブレード 爆（ダスティ）
- RAINBOW-二舎六房の七人-（バレモト〈幼少〉）

2011年
- イナズマイレブンGO（2011年 - 2012年、喜峰岬、風丸一郎太）
- ギルティクラウン（2011年 - 2012年、ユウ）
- 侵略!?イカ娘（黒石翔太）
- ちはやふる（男子小学生）
- NO.6（リコ、幼少ネズミ）

2013年
- IS 〈インフィニット・ストラトス〉2（オータム / 巻紙礼子）
- DIABOLIK LOVERS（レイジ〈幼少期〉）

2015年
- かみさまみならい ヒミツのここたま（2015年 - 2017年、渡部篤志、フネ）
- ガンスリンガー ストラトス（徹〈子供〉）
- ポケットモンスター XY&Z（ニヘイ）

2016年
- ベイブレードバースト（黄緑クオン）
- リルリルフェアリル（2016年 - 2018年、おゆき、キャベツ、ミスティ、アザミ、アンチューサ先生） - 3シリーズ

2017年
- カードファイト!! ヴァンガードG NEXT（メガコロ少年）

2018年
- イナズマイレブン アレスの天秤 / オリオンの刻印（2018年 - 2019年、風丸一郎太） - 2シリーズ

2019年
- かつて神だった獣たちへ（アンディ）

2020年
- デュエル・マスターズ キング（2020年 - 2022年、モモダチ モンキッド、戯具 ザンボロン、スパダチ モンキッドR、モンキッド〈ライゾウ.Star〉） - 3シリーズ

2023年
- ひろがるスカイ!プリキュア（扇かなめ）

### 劇場アニメ
- ねずみ物語 〜ジョージとジェラルドの冒険〜（2007年、若い頃のレオポルト[17]）
- ベクシル 2077日本鎖国（2007年、子供）
- 劇場版イナズマイレブン 最強軍団オーガ襲来（2010年、風丸一郎太）
- 劇場版 機動戦士ガンダム00 -A wakening of the Trailblazer-（2010年、刹那・F・セイエイ〈少年時代〉、ネフェル・ナギーブ、アーミア・リー、議員）
- 劇場版“文学少女”（2010年、絵里）
- 劇場版イナズマイレブンGO 究極の絆 グリフォン（2011年、風丸一郎太、木屋功治[18]、笹山滝[18]）
- 手塚治虫のブッダ -赤い砂漠よ!美しく-（2011年）
- 劇場版イナズマイレブンGO vs ダンボール戦機W（2012年、風丸一郎太）
- イナズマイレブン 超次元ドリームマッチ（2014年、風丸一郎太）
- 映画 イナズマイレブン総集編 伝説のキックオフ（2024年、風丸一郎太）

### OVA
- ICE（2007年、僧兵）
- 茄子 スーツケースの渡り鳥（2007年、子供）
- けいおん!（2009年、エリ）
- “文学少女”メモワールIII -恋する乙女の狂想曲-（2010年、絵里）
- バトルブレイク（2012年、黒川シュン[19]） - ジャンプフェスタ2012上映作品
- イナズマイレブン Reloaded（2018年、風丸一郎太）

### Webアニメ
- ポケモン不思議のダンジョン マグナゲートと∞迷宮 紹介SPムービー（2012年、ビリジオン[20]）
- イナズマイレブン アウターコード（2017年、風丸一郎太、洞面秀一郎）
- 40周年だよ!! コロコロオールスター小学校（2017年、ゴクオーくん）

### ゲーム
2000年代
- イナズマイレブン（2008年 - 2010年、風丸一郎太、マルコ・マセラッティ） - 3作品
- 剣と魔法と学園モノ。（2008年、ディアボロス・女）
- Fable II（2008年）
- ファイナルファンタジーXIII（2009年）
- 蒼天の彼方（2009年、白天巽）
- Halo Wars

2010年代
- イナズマイレブン 爆熱サッカーバトル（2010年、風丸一郎太 他）
- イナズマイレブン ストライカーズ（2011年 - 2012年、風丸一郎太、洞面秀一郎、パンドラ、木屋功治、ジニアス、マルコ・マセラッティ、シンティ・ハンパ） - 3作品
- イナズマイレブンGO シャイン/ダーク（2011年、風丸一郎太）
- カオスコード（2011年、エルメス・ジェラルディーニ、ケット・ウィスカー、シー・ウィスカー）
- ギルティクラウン ロストクリスマス（2012年、ユウ）
- モンスター烈伝 オレカバトル（2014年、ゴクオーくん）
- ベイブレードバースト（2016年、黄緑クオン）
- 妖怪ウォッチ ぷにぷに（2017年 - 2018年、風丸一郎太）
- ヴァルハラフロント（2018年、時雨フタバ）
- ベイブレードバースト バトルゼロ（2018年、黄緑クオン）

2020年代
- イナズマイレブン SD（2020年、風丸一郎太）

### ドラマCD
時期不明
- 紅猫探偵倶楽部

2006年
- ふしぎ工房症候群 一緒に死んでくれますか？ / ひとりぼっちの誕生日 / クリスマスの出来事（アナウンサー、ホステスD、おばさん、友人の彼女 他）

2007年
- planetarian ドラマCD 最終章 「星の人」（ヨブ）

2008年
- アリソンとリリア ドラマCD I 〜アリソンとヴィル Another Story〜（村人）
- 清澗寺家シリーズ 4 罪の褥も濡れる夜（舘川男爵夫人）
- シヴァタントリズム ドラマCD vol.1 - 4（ガネーシャ）
- スウィートルームに愛の蜜（女性客B）
- NAKED BLACK 第1巻（ジェラルド）
- LOST OMEN（魔女）
- WILD ADAPTER 06（受付嬢、修司の母親、少年2）

2009年
- 鉄のラインバレル ドラマCD Sound Plays 1（桐山英治〈幼少時代〉）
- どうしても触れたくない（咲田）
- ドラマCD版“文学少女"と死にたがりの道化【前篇】（絵里）
- ビューティー&ゴースト（子供たち）

2010年
- イナズマイレブン ドラマCD 「復活の絆!!」（風丸一郎太）
- 種を蒔く人 南&北神シリーズ（南の祖母、衛生士）
- ドラマCD版“文学少女”と飢え渇く幽霊【前篇】（絵里）

2013年
- 勇星戦隊☆ジンレンジャー（桃瀬裕樹） - コミックマーケット84とメロンブックスにて販売

2019年
- アイショタ（柳凌）

2020年
- アイショタ idol show time1 - 2（柳凌、魔物B、刹那の母）

### ラジオドラマ
- BLUE DROP 天使の約束/天使の選択/壊れた天使（2007年、女生徒）
- シヴァタントリズム（2008年、ガネーシャ） - キャラクターデザインも担当

### 吹き替え

#### 映画
- オクトパス （2001年、メイド）- ソフト版
- ウルフマン リターンズ（2004年、ドリス）
- 女子高生ロボット戦争（2005年、スーザン〈ブリトニーの母〉 他）
- ブルーサヴェージ セカンドインパクト（2005年、アビー）
- サッカー・ツインズ/ただいま特訓中！（2007年、サル）
- テラビシアにかける橋（2008年、スコット）
- カンフー・ダンク！（2008年、母親）
- 誰が電気自動車を殺したか?（2008年、コレット・ディバイン）
- ベスト・キッド （2012年）- 日本テレビ版
- 1941（2015年、メイシー）- BD版

#### テレビドラマ
- ジーク アンド ルーサー（オマリー）
- MI-5 英国機密諜報部（レイチェル、レイラ、女スパイ、訓練生2、ジリアン、女、カテーラ）
- WITHOUT A TRACE/FBI 失踪者を追え!（2005年、ロンダ・ブルーワー、ブリッタ）
- イタズラなKissII 〜惡作劇2吻〜（2008年、男子生徒、ヒロ、店員）
- シークレット・アイドル ハンナ・モンタナ（2008年、リコの姉）
- 気分はぐるぐる（2008年、生徒1）
- Dr.HOUSE（2008年、デイビー、ブロンド）
- FBI 失踪者を追え!（2009年、ブリッタ、ドリー、女性無線）
- 恐竜SFドラマ プライミーバル 第2章（2009年、少年2、職員女、ラジオの声女1、ラジオの声女2）
- ゴースト 〜天国からのささやき シーズン2（2009年、グラント、女性1、女友達、友達1）
- CSI:ニューヨーク4（2009年、ジミー14才、女の声1）
- ヤング・スーパーマン（2009年、少年1）
- LOST シーズン5（2009年、ナリーニ、少年イーサン）
- スイート16 キャンドルに願いを（2010年、クリスタ）

#### アニメ
- ナルニア国物語 ライオンと魔女 アニメーション（2006年、エドマンド・ペベンシー） - ソフト版
- アバター 伝説の少年アン（2008年、テオ、ヤゴダ）
- KND ハチャメチャ大作戦（2008年、ナンバー362、イタリア人KND、バクストン夫人）
- みつばちマーヤの大冒険（2016年、パズリーナ[25]）

#### ゲーム
- トライン3:力の秘宝（2015年、トライン）

### デジタルコミック
- 悪魔とラブソング（2008年、女子F、シスター）
- キングダム（2008年、有）

### ラジオ
※はインターネット配信。
- 玄希弾らぢお（2010年 - 2016年、YouTube※）

### テレビ番組
- NHKスペシャル「コンピューター革命 最強×最速の頭脳誕生」（2012年、NHK）ケイ、女性アナウンスの声

### 舞台・朗読劇
- 『TWO』劇団鳥取市民劇場第22回定期公演（1997年）
- 『ボクサア・？』劇団鳥取市民劇場「役者への登竜門公演」（1998年）
- 鳥取県オリジナル舞台芸術作品 ミュージカル『茜飛天 〜鳥取地名伝説〜』（1998年）
- 『ケンジ先生』劇団鳥取市民劇場 With 劇創西社OHKUSU「新人育成ミュージカル公演」（1999年）
- 『三分間の天使たち』劇団鳥取市民劇場第23回定期公演（1999年）
- 国際ソロプチミスト鳥取25周年記念事業ASIA OPERA FESTIVAL『CAVALLERIARUSTICAN』『PAGLIACCI』（1999年）
- 朗読劇 ハッピーバースデー（2009年 - 2010年、小林大輔、女児B）
- GKDNプロデュース「ナイト・オブ・ザ・リビングヒーロー」（2012年、アンジェリカ）
- 新米助手の計らずも悩ましい一日（2015年、絹代[26]）
- リブラ！〜Living in her Brain〜 / the Lie for Bracing you〜（2019年、クラウン[注 2] / テラー）

### ナレーション

#### テレビCM
- ホンダプリモ新潟
- ホンダプリモ長野
- モンコレ ポケモンゲッター（2010年）
- 次世代ワールドホビーフェア '14 Winter（2014年、ゴクオーくん）

#### ラジオCM
- 赤穂化成
- 神奈川都市交通
- 明治大学
- ホテルヘリテイジ

### ボイスオーバー
- 奇跡の扉 TVのチカラ（テレビ朝日）
- 9.11世界が目撃した175便（ディスカバリーチャンネル）
- 史上最大の征服者チンギス・ハーン（ディスカバリーチャンネル）
- 地球のセレナーデ〜モーメント･オブ・ネイチャー〜「日本の丹頂鶴」（アニマルプラネット）ノリコ 他
- フューチャーウェポン（最新兵器）・21世紀 戦争の真実（ディスカバリーチャンネル）
- マーサ・スチュワート
- メガトン級航空母艦ジョージ・ブッシュ（ディスカバリーチャンネル）ルネ･トーマス 他
- レボリューションX･iPod革命（ディスカバリーチャンネル）
- BS世界のドキュメンタリー「中国 “小皇帝”も楽じゃない」（2007年、NHK BS1）

### その他コンテンツ
- ピクシスランド（ぐるぐるテレビ、バク田君）
- イナズマイレブン ショートムービー&ファミリーコンサート（2010年、風丸一郎太）
- 次世代ワールドホビーフェア'10 Summer イナズマジャパン・スペシャルステージ（2010年、風丸一郎太）
- パチスロピンポン（2010年、ペコ〈星野裕〉）
- コロコロテレフォン（2013年、ゴクオーくん）
- コマさんと風丸一郎太の二ノ国II大冒険（2018年、風丸一郎太）

## ディスコグラフィ

### キャラクターソング
| 発売日         | 商品名                                                | 歌 | 楽曲                | 備考                                               |
| -------------- | ----------------------------------------------------- | --- | ------------------- | -------------------------------------------------- |
| 2011年2月16日  | またね…のキセツ                                       | イナズマオールスターズ | 「またね…のキセツ」 | テレビアニメ『イナズマイレブン』エンディングテーマ |
| 2011年2月16日  | またね…のキセツ                                       | イナズマオールスターズ | 「最強で最高」      | テレビアニメ『イナズマイレブン』関連曲             |
| 2011年4月16日  | イナズマイレブン キャラクターソングオリジナルアルバム | 風丸一郎太（西墻由香） | 「舞い上がれ！」    | テレビアニメ『イナズマイレブン』関連曲             |
| 2014年2月19日  | イナズマイレブンシリーズ5周年記念「本当にありがとう」 | 円堂守（竹内順子）、豪炎寺修也（野島裕史）、鬼道有人（吉野裕行）、風丸一郎太（西墻由香）、吹雪士郎（宮野真守）、松風天馬（寺崎裕香）、神童拓人（斎賀みつき）、狩屋マサキ（泰勇気）、真名部陣一郎（野島裕史） | 「またね…のキセツ」 | テレビアニメ『イナズマイレブンGO』関連曲           |
| 2020年11月24日 | idol show time ★live with you★                        | albïreo | 「albïreo」         | 『アイショタ』関連曲                               |
| 2021年6月13日  | THANK YOU                                             | albïreo | 「THANK YOU」       | 『アイショタ』関連曲                               |